# Proces technologiczny
Proces technologiczny – uporządkowany zbiór czynności zmieniających właściwości fizyczne lub chemiczne przedmiotów pracy. Proces technologiczny razem z czynnościami pomocniczymi (np. przemieszczanie materiału) stanowią proces produkcyjny, w wyniku którego otrzymywany jest produkt.
Zespół podstawowych aparatów i urządzeń produkcyjnych, służących do przeprowadzenia procesu technologicznego, współdziałających ze sobą według określonego planu, nazywa się układem technologicznym lub ciągiem technologicznym.
Ważny udział w procesie mają także urządzenia pomocnicze, służące do transportu materiałów i do ich przechowywania, a także urządzenia, za pomocą których kieruje się przebiegiem procesu.
Kompletna aparatura złożona z urządzeń produkcyjnych i pomocniczych, wykonująca określony program produkcyjny nazywa się instalacją produkcyjną.